# Kosovo al Festival de la Cançó d'Eurovisió
Kosovo ha intentat participar en el Festival de la Cançó d'Eurovisió des de la declaració d'independència el 2008. Com que Kosovo no és membre de la Unió Europea de Radiodifusió (UER), encara no ha pogut participar en el Festival d'Eurovisió. No obstant això, cantants de Kosovo han aparegut diverses vegades per Albània.
L'emissora pública de Kosovo RTK ha estat buscant ser membre de la UER des de fa diversos anys per poder participar en el Festival de la Cançó d'Eurovisió. Per a fer-ho, Kosovo ha de ser membre del Consell d'Europa o de la Unió Internacional de Telecomunicacions. Aquest últim requereix ser membre de les Nacions Unides.

## Història
L'any 2016, es va difondre el rumor que Kosovo havia rebut una invitació per a participar en el Festival de la Cançó d'Eurovisió 2016. No obstant això, aquesta informació es va desmentir posteriorment, confirmant-se que es tractava d'una notícia falsa.
RTK va anunciar el 2017 que Kosovo participaria per primera vegada al Festival de la Cançó d'Eurovisió si guanyava un país que reconegués la República de Kosovo com a estat independent. Com que Portugal va reconèixer Kosovo, s'esperava que Kosovo participés en l'ESC 2018. La UER va negar aquests informes.
L'Assemblea General de la UER va votar el 28 de juny de 2019 una moció presentada per Hongria, Croàcia, Eslovènia, Montenegro i Macedònia del Nord, que preveia una esmena a l'estatut de la UER. Aquests canvis haurien permès a Kosovo participar en el CES. En una votació secreta sol·licitada per 17 estats entre ells Grècia, Xipre, Sèrbia, Rússia i Espanya aquesta proposta va ser rebutjada per 673 vots en contra i 400 a favor, amb una majoria de tres quartes parts de 889 vots.
El 16 de maig de 2022, el director general de Radio Televizioni i Kosovës (RTK), l'emissora pública de Kosovo, va anunciar que l'emissora buscaria ser membre de la UER a finals d'any. Si això hagués tingut èxit, l'emissora hauria volgut participar directament a l'ESC. Tanmateix, el director general va assenyalar que encara hi ha alguns obstacles. Kosovo encara no és membre de la Unió Internacional de Telecomunicacions, que és un requisit previ per ser membre de la UER.
El 9 de març de 2023, es va anunciar que RTK celebraria una ronda preliminar anomenada Festivali i Këngës në RTK per seleccionar futurs participants. Una mica més d'un any més tard, el 9 de maig de 2024, es va anunciar que RTK sol·licitaria per primera vegada la pertinença a la UER
El 29 d'octubre de 2023, després de la primera edició del Festivali i Këngës në RTK, la preselecció kosovar per a Eurovisió, el director general de l'emissora kosovar RTK, Besnik Boletini, va reafirmar els continus esforços del país per ser inclòs en el concurs el 2025. El 16 d'abril de 2024 va tenir lloc una votació sobre el projecte de sol·licitud de Kosovo al Consell d'Europa, que va ser aprovat per l'Assemblea Parlamentària del Consell d'Europa. El Comité de Ministres del Consell d'Europa havia de decidir sobre la pertinença de Kosovo el maig del 2024, però es va eliminar de l'agenda després del rebuig de Kosovo als requisits previs de França i Alemanya per ser membre. La pertinença al consell permetria a Kosovo unir-se a la UER com a membre de ple dret i competir en el concurs el 2025.
El maig de 2024, l'RTK va anunciar que presentaria la sol·licitud d'unió a la UER al juny. El dia 6 de juny, el director de l'RTK, Shkumbin Ahmetxhekaj, va demanar formalment a Martin Österdahl, supervisor executiu del festival, que se'ls convide a participar, a l'estil d'Austràlia, mentre no siga un membre actiu de ple dret.
L'agost de 2024, el mitjà de notícies kosovar Zëri va informar que la UER va rebutjar les sol·licituds de l'RTK per a una invitació durant l'Assemblea General al juliol, que requereix la pertinença total a la UER com a requisit previ per a competir en el concurs. Ahmetxhekaj va comentar més tard que la UER estava «en contra dels canvis de gestió a l'RTK», cosa que va afectar «negativament» el resultat de la sol·licitud d'invitació.